# Saint-Denis-les-Ponts
Pour les articles homonymes, voir Saint-Denis.
Saint-Denis-les-Ponts est une ancienne commune française située dans le département d'Eure-et-Loir, en région Centre-Val de Loire, devenue le 1er janvier 2019 une commune déléguée au sein de la commune nouvelle de Saint-Denis-Lanneray.

## Géographie

### Situation
Le territoire de la commune est traversé par la rivière le Loir qui donne, pour partie, son nom au département.

Situation géographique
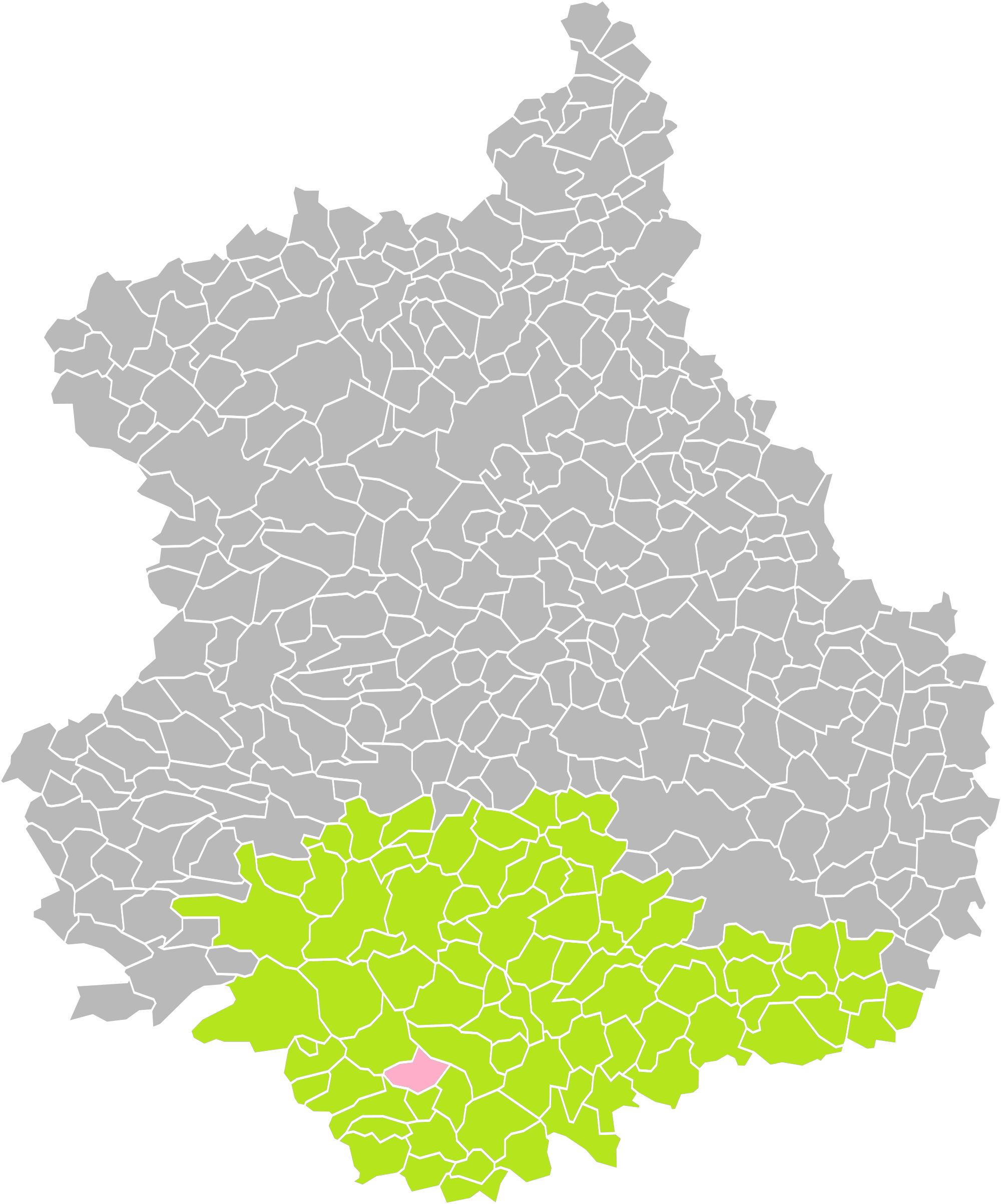
Saint-Denis-les-Ponts dans son arrondissement.
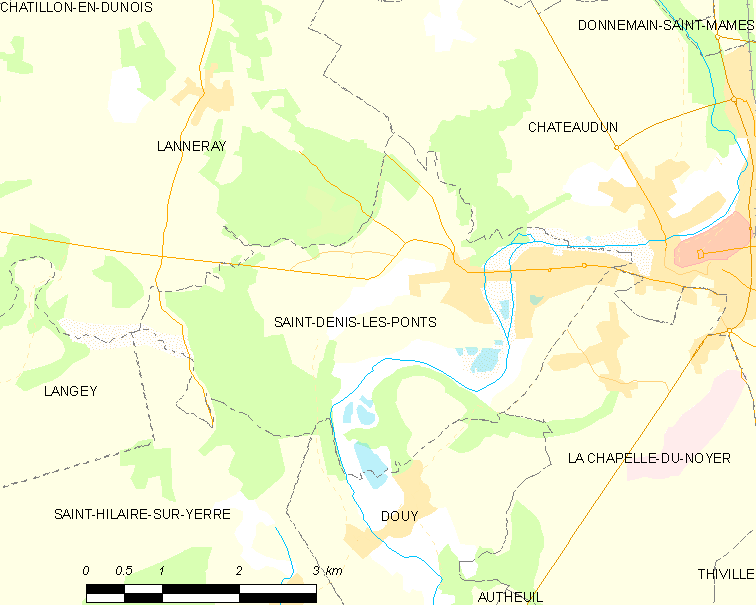
Carte de la commune de Saint-Denis-les-Ponts.

### Communes limitrophes
| Lanneray                |                       | Châteaudun           |
| Langey                  | Saint-Denis-les-Ponts |                      |
| Saint-Hilaire-sur-Yerre | Douy                  | La Chapelle-du-Noyer |

### Hameaux, écarts et lieux-dits
- Genêt ;
- Grand-Verger ;
- Mont-Gasteau ;
- Tourvoie ;
- Vouvray.

### Hydrographie

#### Le Loir
La rivière le Loir est affluent de la Sarthe, sous-affluent du fleuve la Loire par la Sarthe et la Maine.

#### L'Yerre
La commune est également bordée à l'ouest par la rivière l'Yerre, affluent en rive droite du Loir.
Saint-Denis-les-Ponts a bénéficié de 1977 à 1994 d'une station hydrologique sur l'Yerre : le débit moyen annuel ou module, observé durant cette période de 18 ans, est de 1,04 m3/s, soit 1 040 litres par seconde. La hauteur maximale instantanée, relevée le 9 avril 1983, est de 1,90 m.

## Toponymie
Le nom de la localité est attesté sous la forme Sanctus Dionisius des Pons à la fin du XVe siècle.
Saint-Denis est un hagiotoponyme.
Une église, celle de la paroisse était, déjà, sous le vocable de Saint Denis vers 1186 ; elle disparaît à la Révolution.
Cette localité s'est appelée Pont-les-Châteaudun en 1539, Saint-Avît-les-Châteaudun, puis Pont-sur-le-Loir en l’an II, Pont en l’an V, et repris le nom de Saint-Denis-les-Ponts après la Révolution en 1801.

## Histoire

### Préhistoire
Cette localité est occupée depuis fort longtemps, comme le prouvent les tumulus ayant fait l'objet de fouilles par la Société dunoise d'archéologie au Mont-Gasteau, et datées d'environ 3000 av. J.-C.3 000 ans

### XXIesiècle
Le 1er janvier 2019, la commune fusionne avec Lanneray pour constituer la commune nouvelle de Saint-Denis-Lanneray dont la création est actée par un arrêté préfectoral du 31 juillet 2018.

## Politique et administration

### Liste des maires
| Période                                  | Période          | Identité       | Étiquette | Qualité  |
| ---------------------------------------- | ---------------- | -------------- | --------- | -------- |
| Les données manquantes sont à compléter. |                  |                |           |          |
|                                          |                  | Alain Caddoux  |           |          |
| mars 2001                                | 31 décembre 2018 | Alain Rousseau | DVD       | Retraité |

## Population et société

### Démographie
L'évolution du nombre d'habitants est connue à travers les recensements de la population effectués dans la commune depuis 1793. Pour les communes de moins de 10 000 habitants, une enquête de recensement portant sur toute la population est réalisée tous les cinq ans, les populations de référence des années intermédiaires étant quant à elles estimées par interpolation ou extrapolation. Pour la commune, le premier recensement exhaustif entrant dans le cadre du nouveau dispositif a été réalisé en 2007.

En 2016, la commune comptait 1 695 habitants, en évolution de −5,94 % par rapport à 2010 (Eure-et-Loir : −0,23 %, France hors Mayotte : +2,11 %).
| 1793 | 1800 | 1806 | 1821 | 1831 | 1836 | 1841 | 1846 | 1851 |
| ---- | ---- | ---- | ---- | ---- | ---- | ---- | ---- | ---- |
| 700  | 718  | 730  | 891  | 897  | 824  | 831  | 942  | 911  |

| 1856 | 1861 | 1866 | 1872 | 1876 | 1881 | 1886 | 1891 | 1896 |
| ---- | ---- | ---- | ---- | ---- | ---- | ---- | ---- | ---- |
| 907  | 885  | 886  | 885  | 885  | 878  | 831  | 806  | 816  |

| 1901 | 1906 | 1911 | 1921 | 1926 | 1931 | 1936 | 1946 | 1954 |
| ---- | ---- | ---- | ---- | ---- | ---- | ---- | ---- | ---- |
| 835  | 784  | 780  | 674  | 662  | 651  | 602  | 730  | 771  |

| 1962 | 1968  | 1975  | 1982  | 1990  | 1999  | 2006  | 2007  | 2012  |
| ---- | ----- | ----- | ----- | ----- | ----- | ----- | ----- | ----- |
| 846  | 1 008 | 1 539 | 1 716 | 1 567 | 1 544 | 1 743 | 1 772 | 1 728 |

| 2016  | - | - | - | - | - | - | - | - |
| ----- | - | - | - | - | - | - | - | - |
| 1 695 | - | - | - | - | - | - | - | - |

## Culture locale et patrimoine

### Lieux et monuments

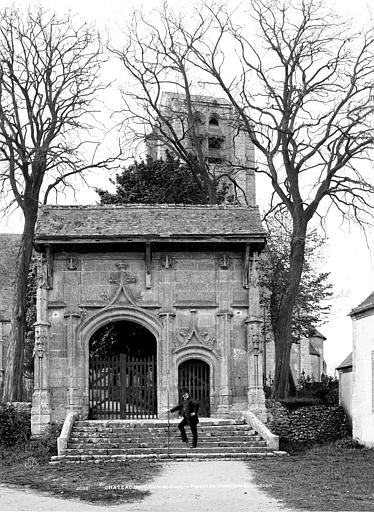
Porte du cimetière Saint-Jean, photographie par Mieusement (1887).

- Abbaye Saint-Avit-les-Guêpières, monastère de religieuse bénédictines dont il ne reste plus rien aujourd'hui.
- Église Saint-Denis : renfermant une statuette d'une Vierge à l'Enfant, assise en marbre (XVe siècle), provenant probablement de l'abbaye Saint-Avit-les-Guêpières,  Inscrit MH (1906)[9].

Lieux et monuments de Saint-Denis-les-Ponts
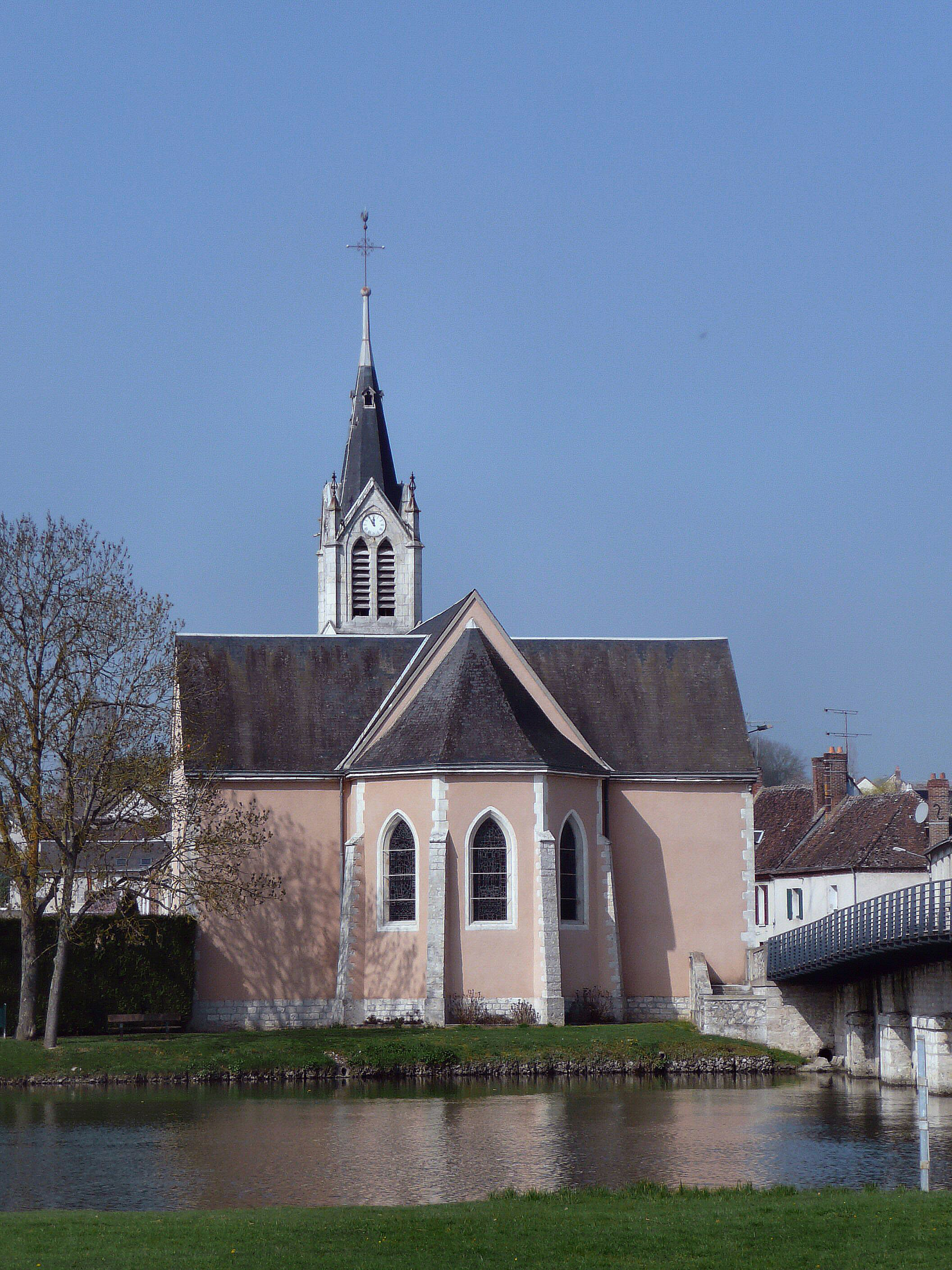
Église Saint-Denis.
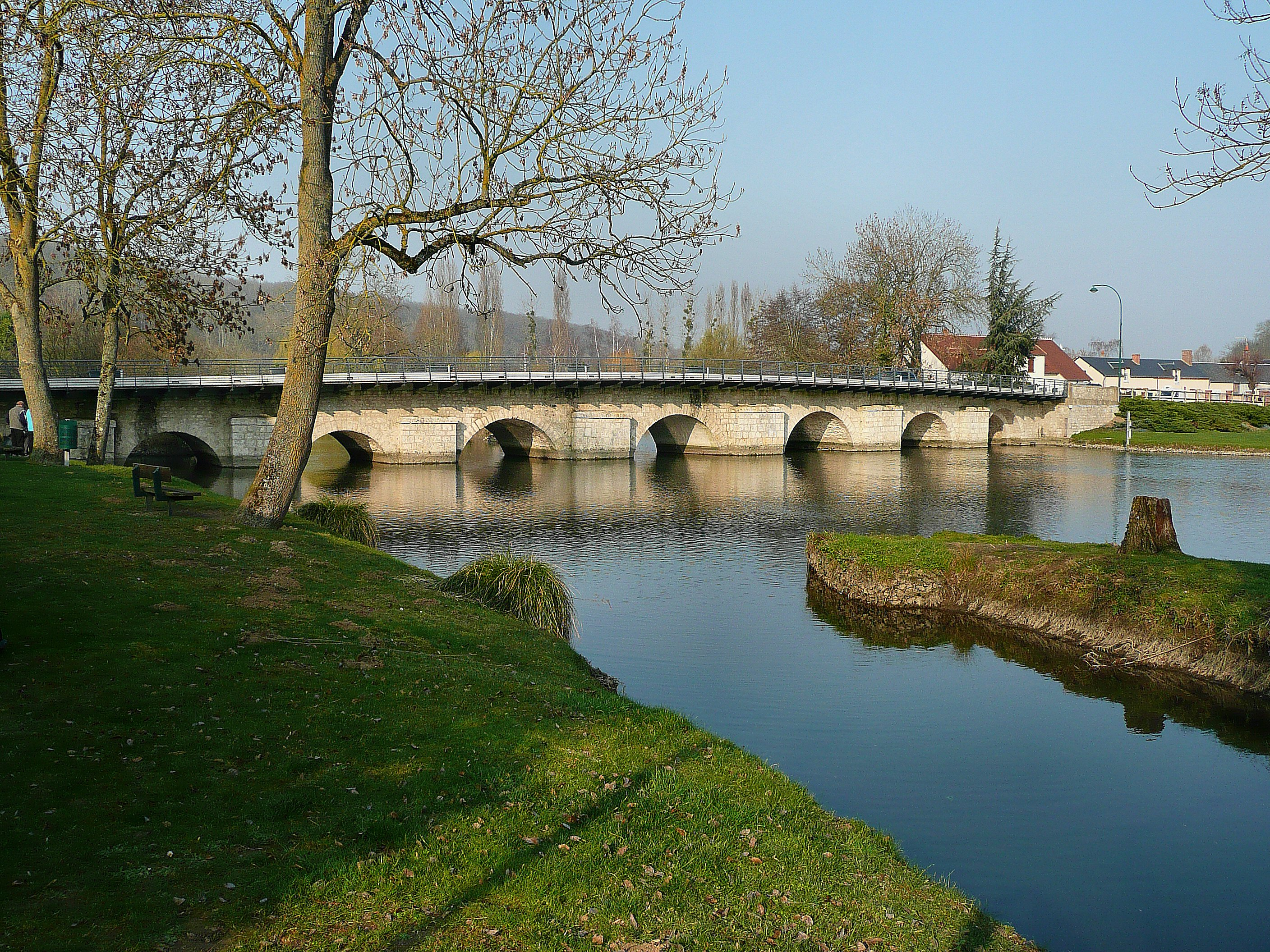
Pont sur le Loir.
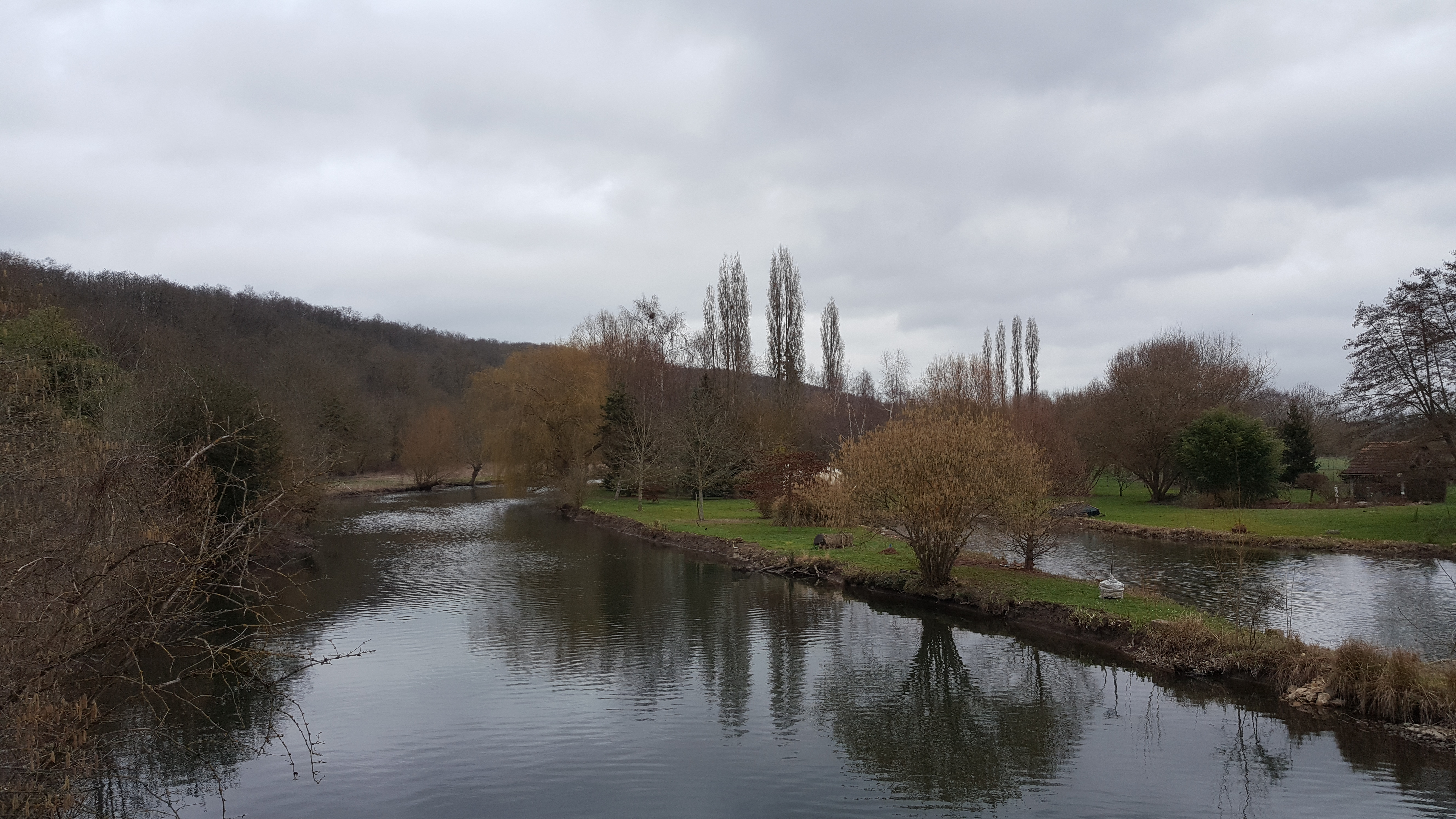
Le Loir à Saint-Denis-les-Ponts.

Chapelle Saint-Pierre de Vouvray
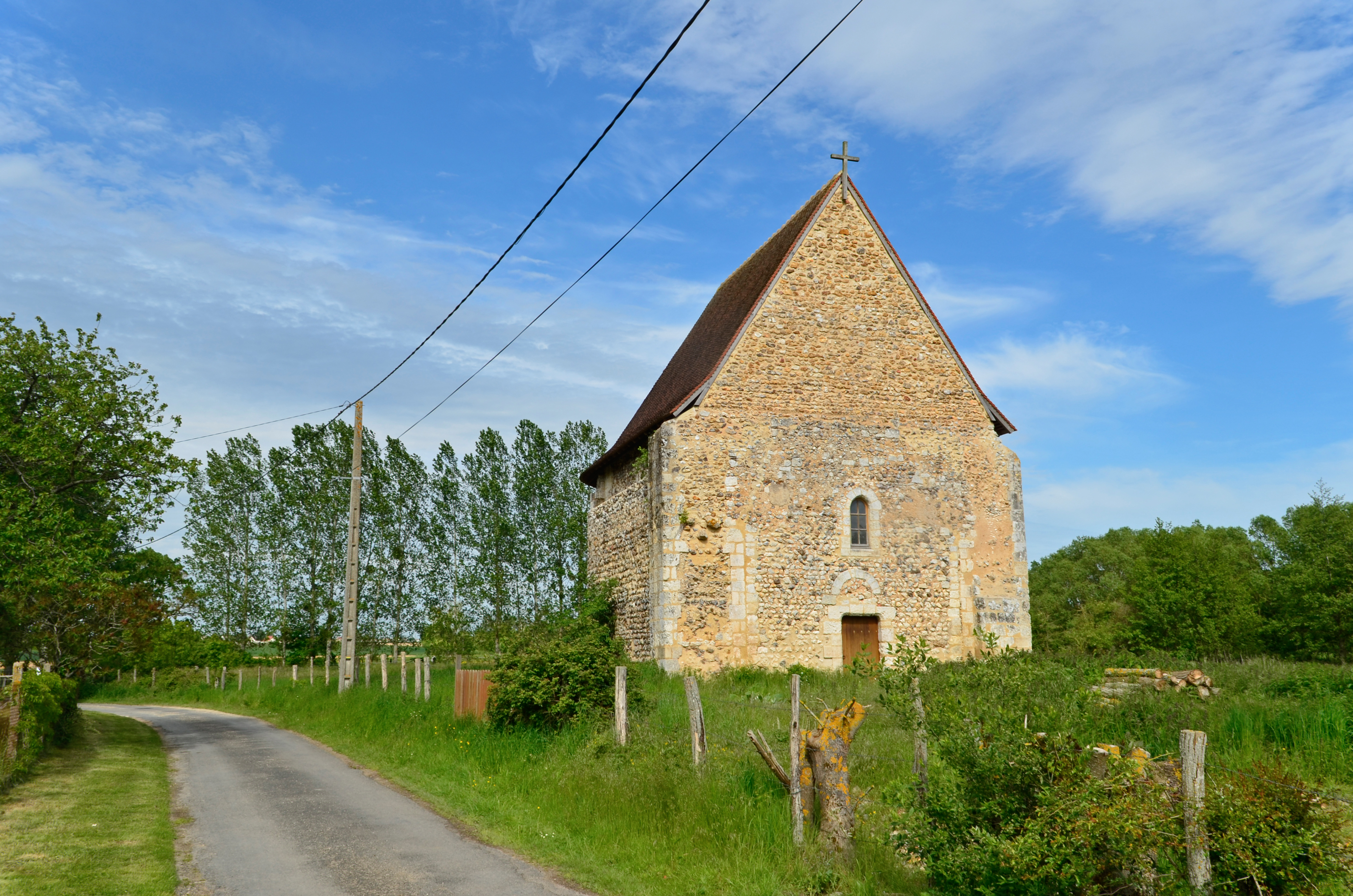
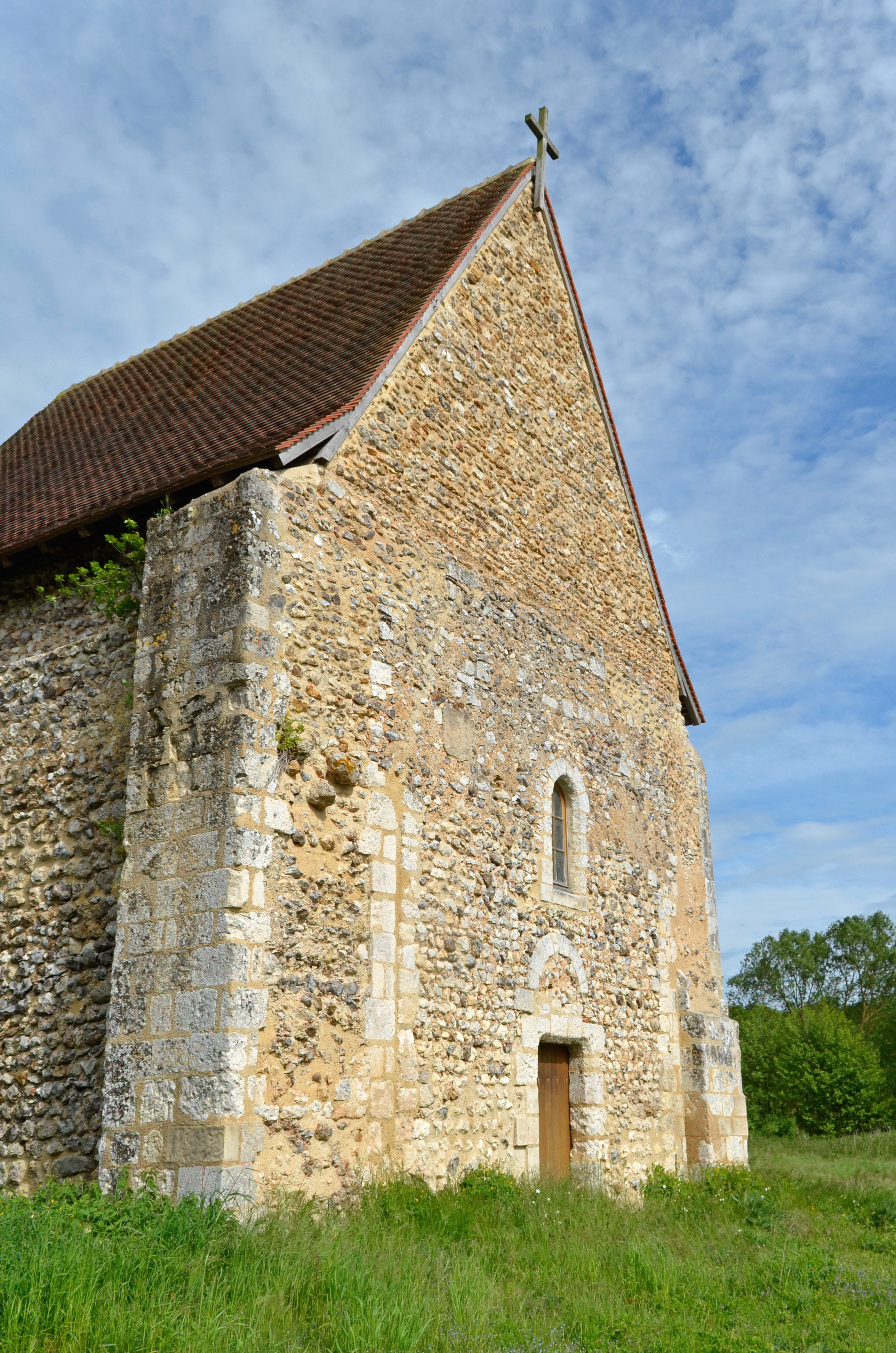
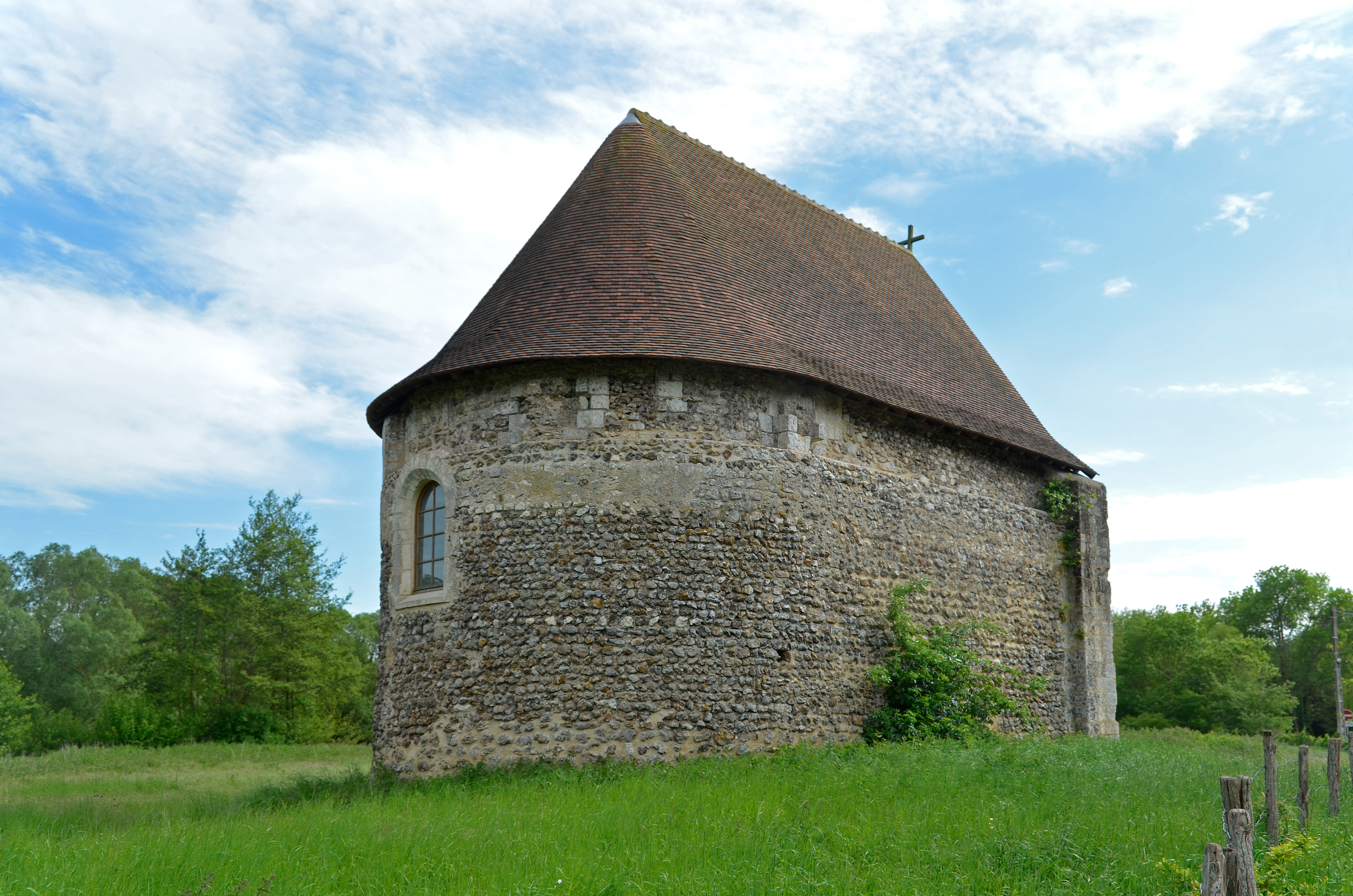

- Chapelle Saint-Pierre de Vouvray

- Cimetière Saint-Jean

- Porte du cimetière.

### Personnalités liées à la commune
- Gustave Isambert (1841-1902), mort à Saint-Denis-les-Ponts, député d'Eure-et-Loir de 1889 à 1902, élu vice-président de la Chambre en 1896[10].
- Sami Frey (1937- ), acteur. Enfant juif fuyant les persécutions en 1943, il va à l'école de Saint-Denis-les-Ponts où il a pour professeur Monsieur Pikeroën[réf. nécessaire].

Gustave Isambert.
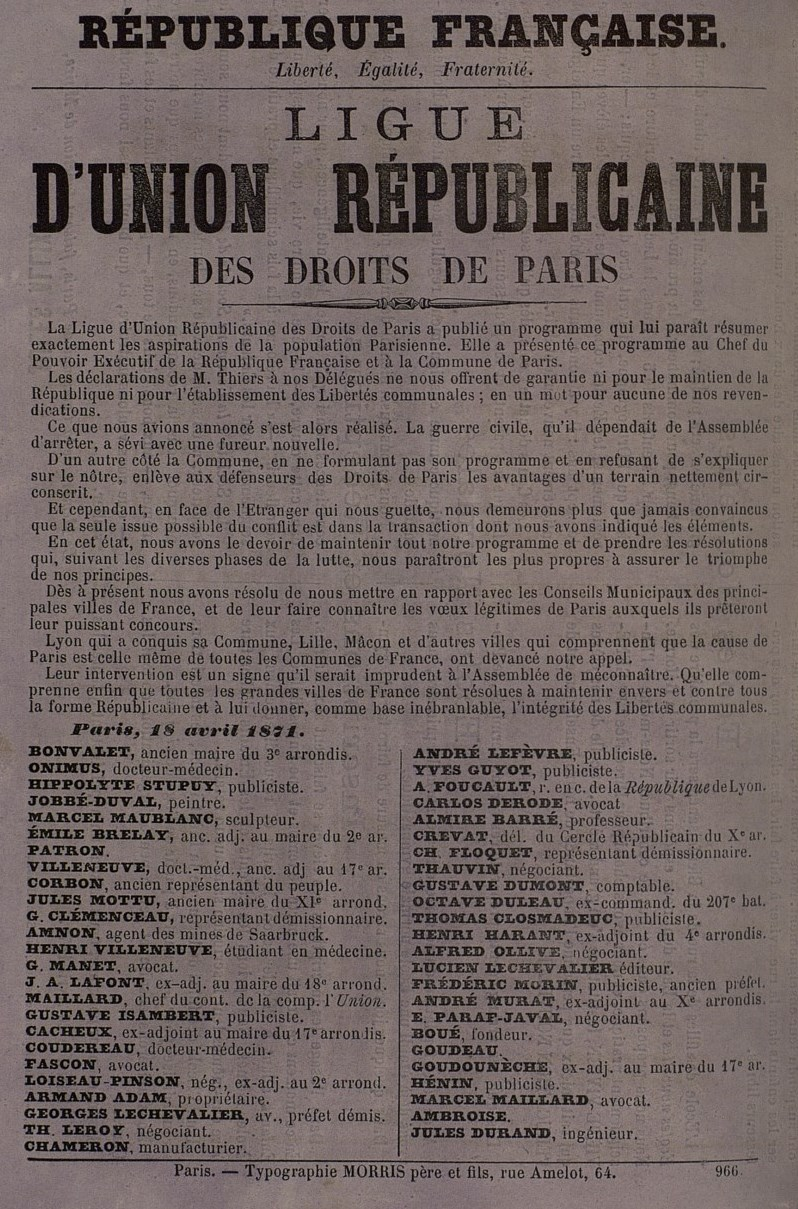
Affiche de la Ligue d'union républicaine des droits de Paris, 18 avril 1871.
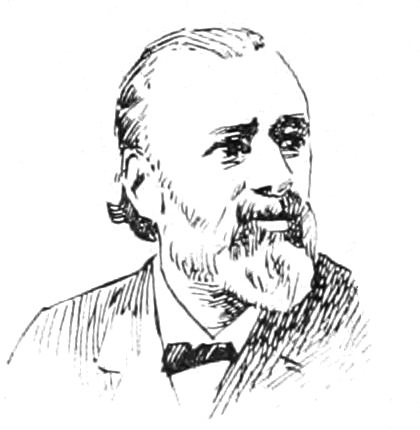
Portrait en 1898.
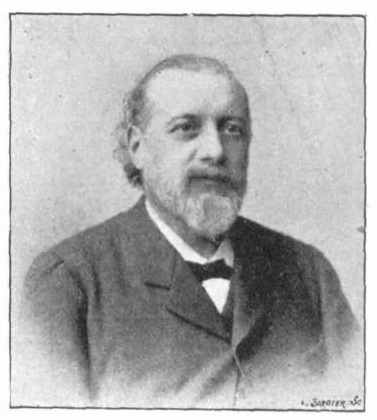
Portrait en 1901.